# حارة العزة (صنعاء)

تعديل مصدري - تعديل

حارة العزة هي إحدى حارات حي السنينة بمديرية معين إحد مديريات العاصمة اليمنية صنعاء، بلغ تعداد سكانها 1456 نسمة حسب تعداد اليمن لعام 2004.